# Crotalaria benadirensis
Crotalaria benadirensis är en ärtväxtart som beskrevs av Emilio Chiovenda. Crotalaria benadirensis ingår i släktet sunnhampor, och familjen ärtväxter. Inga underarter finns listade i Catalogue of Life.